# Schisma apuseană

Europa Occidentală în timpul Schismei apusene: susținătorii papei de la Avignon (roșu), susținătorii papei de la Roma (albastru) și susținătorii ambilor papi (portocaliu).

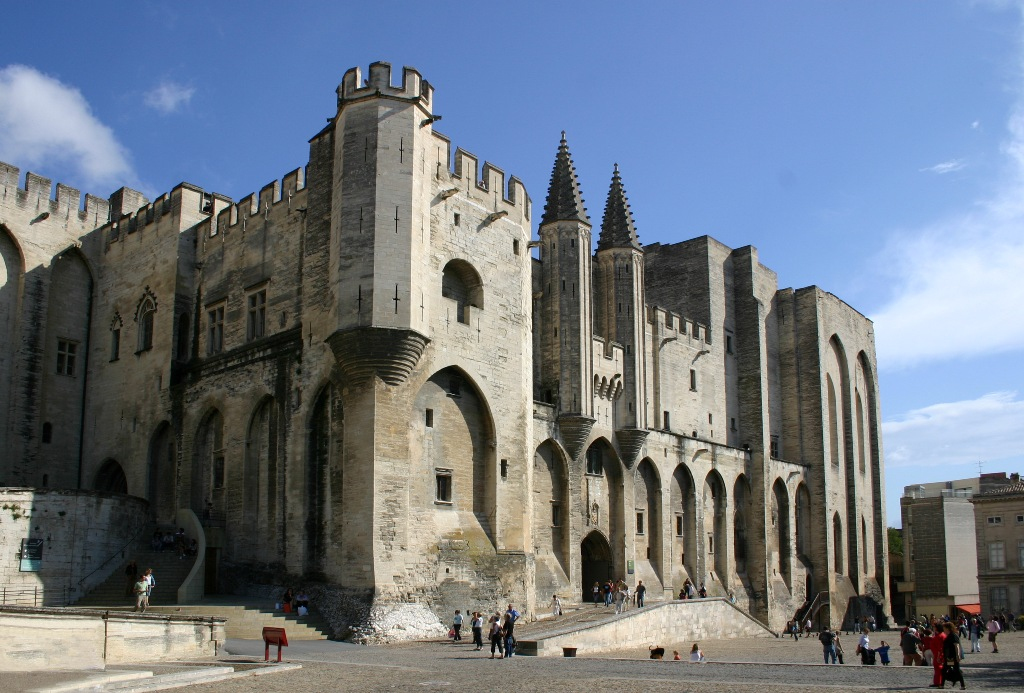
Palatul de la Avignon, din Franța, a fost reședință a papalității timp de câteva decenii.

Schisma apuseană a fost o ruptură temporară în cadrul Bisericii Romano-Catolice ce a durat din anul 1378 până în anul 1417. Principala cauză a schismei a fost faptul că doi bărbați pretindeau a fi papă în același timp. Această schismă a fost mai mult o schismă politică a Bisericii decât una teologică.

## Origini
Originile Schismei apusene sunt destul de complexe. Prin secolul al XIV-lea papalitatea intrase într-un declin. De aceea papii nu mai beneficiau de instrumente laice cum ar fi armatele, iar arma lor spirituală supremă, excomunicarea (excluderea din comunitatea religioasă), își pierduse puterea din cauza abuzurilor comise. Regele Filip al IV-lea cel Frumos al Franței a ripostat la pretențiile de supremație absolută ale papalitătii, enunțate de către Papa Bonifaciu al VIII-lea în bula Unam Sanctam, din anul 1302, silind papalitatea să își mute reședința în anul 1309 la Avignon, un mare oraș din sud-estul Franței, și demonstrând astfel autonomia statului laic. Papii au rămas acolo până în anul 1377, sub supravegherea permanentă a regilor francezi.
Excomunicarea făcută de Papa Ioan al XXII-lea în anul 1324 nu l-a mai intimidat pe Ludovic al IV-lea, Împărat al Sfântului Imperiu Roman. El a rămas de partea franciscanilor în disputa privind sărăcia, sfidând papalitatea. Franciscanii erau un ordin călugăresc romano-catolic, care spre deosebire de papă, considerau că sărăcia lui Hristos trebuie să servească drept model întregii Biserici.
Întrucât proprietățile papale din Italia erau amenințate, Papa Grigore al XI-lea s-a întors de la Avignon la Roma, în anul 1377. Au izbucnit conflicte între cardinalii francezi și cardinalii italieni imediat dupa moartea lui Grigore al XI-lea, întrucât ambele tabere își susțineau propriul candidat compatriot pentru Scaunul Papal. De aceea în anul 1378 s-a produs Schisma Apuseană, când au fost aleși doi papi rivali: Papa Urban al VI-lea la Roma și Papa Clement al VII-lea la Avignon. După anul 1409 au existat chiar trei papi rivali, celor doi adăugându-li-se Papa Alexandru al V-lea din Pisa, Italia.
Schisma apuseană a luat sfârșit abia în anul 1417, prin alegerea unui papă unic, Papa Martin al V-lea, la Conciliul de la Konstanz, sediul papalității fixându-se definitiv la Roma.

## Consecințe ale Schismei
- autoritatea spirituală a papalitații a avut mult de suferit în timpul schismei și dupa aceea;
- în unele concilii, precum Conciliul de la Basel dintre anii 1431-1449, s-au impus decizii fără aprobarea papei;
- incapacitatea Bisericii Romano-Catolice și a papalității de a se reforma, ducând astfel la o disoluție a autorității acesteia; această consecință a dat naștere reformei protestante a lui Martin Luther din secolul al XVI-lea.